# Cereal

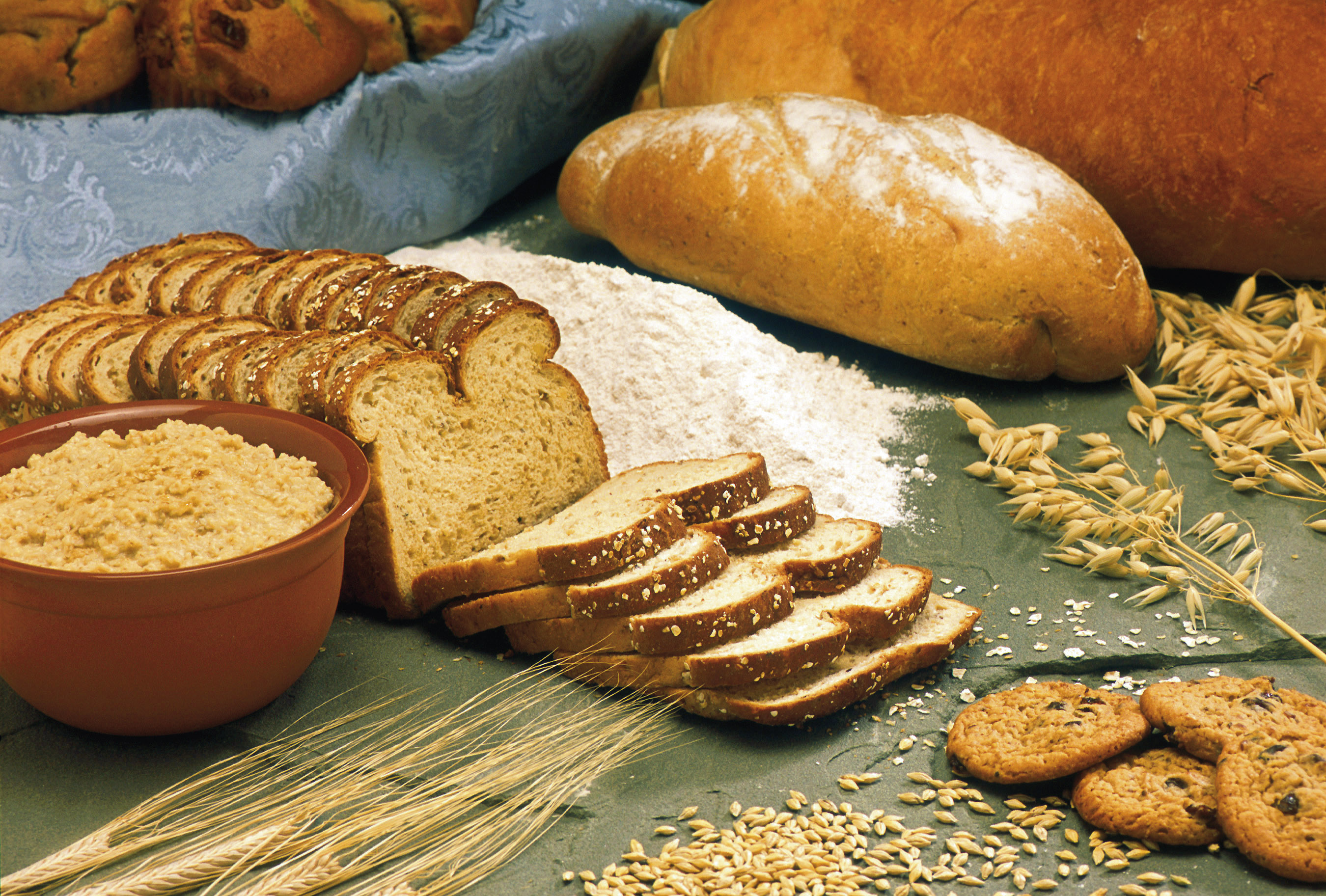
Avena, cebada y varios productos derivados.

Los cereales (de Ceres, el nombre en latín de la diosa de la agricultura) son plantas de la familia de las poáceas cultivadas por su grano (fruto de pared delgada adherida a la semilla, característico de la familia). Incluyen cereales mayores como el trigo, el arroz, el maíz, la cebada, la avena y el centeno, y cereales menores como el sorgo, el mijo, el teff, el triticale, el alpiste o la lágrima de Job. El tamaño del grano de algunos cereales, más grande que el de los demás pastos, fue producto de la domesticación a lo largo de miles de años. Muchos cereales en los inicios de su domesticación fomentaron la aparición de civilizaciones que se asociaron a ellos.
Los cereales contienen almidón. El germen de la semilla contiene lípidos en proporción variable que permite la extracción de aceite vegetal de ciertos cereales. La semilla está envuelta por una cáscara formada sobre todo por la celulosa, componente fundamental de la fibra dietética. Se emplean en la alimentación humana (especialmente el trigo, el arroz y el maíz) y del ganado, así como en la fabricación industrial de diversos productos.
Los cereales modernos, principalmente el trigo y el maíz, son el resultado de la selección efectuada durante la denominada revolución verde (segunda mitad del siglo XX), con el objetivo de conseguir variedades de alto rendimiento. Los procedimientos desarrollados obtuvieron un gran éxito en el aumento de la producción, pero no se dio suficiente relevancia a la calidad nutricional, resultando en cereales con proteínas de baja calidad y alto contenido en hidratos de carbono. Su consumo excesivo puede provocar el desarrollo de un gran número de enfermedades crónicas, incluyendo la diabetes tipo 2, la presión arterial alta, enfermedades del corazón, sobrepeso y obesidad. Algunas evidencias indican que consumidos sin refinar (cereales integrales) pueden ser beneficiosos en la prevención de la diabetes tipo 2, enfermedades cardiovasculares y el cáncer colorrectal.
Ciertos cereales contienen un conjunto de proteínas, el gluten, que ayuda a proporcionar elasticidad a las masas empleadas para la elaboración del pan y otros productos de repostería. Estos incluyen el trigo, la avena, la cebada y el centeno (T.A.C.C.) y cualquiera de sus variedades e híbridos tales como la espelta, la escanda, el kamut y el triticale. El consumo de estos cereales puede provocar el desarrollo de los denominados trastornos relacionados con el gluten, que incluyen la enfermedad celíaca, la sensibilidad al gluten no celíaca, la alergia al trigo, la dermatitis herpetiforme, la ataxia por gluten, y diversos trastornos neurológicos que pueden desarrollarse aunque no haya ningún tipo de daño o inflamación en el intestino, es decir, tanto en celíacos como en no celíacos. Prácticamente la totalidad de los casos reales continúa sin reconocer, sin diagnosticar y sin tratar. Asimismo, el gluten es uno de los factores más potentes que provocan un aumento de la permeabilidad intestinal, que está implicada en el desarrollo de enfermedades autoinmunes, cánceres, enfermedades del sistema nervioso, enfermedades inflamatorias, infecciones, alergias y asma.
Las evidencias históricas y arqueológicas muestran que previamente a la revolución agrícola del Neolítico (VIII milenio a. C.), los seres humanos en general no mostraban signos ni síntomas de enfermedades crónicas y que, en relación con la inclusión de los cereales en la dieta, se produjo una serie de consecuencias negativas sobre la salud, muchas de las cuales continúan presentes en la actualidad. Entre ellas cabe destacar múltiples deficiencias nutricionales, tales como la anemia ferropénica, trastornos minerales que afectan tanto a los huesos (osteopenia, osteoporosis, raquitismo) como a los dientes (hipoplasias del esmalte dental, caries dentales), y una alta incidencia de trastornos neurológicos, enfermedades psiquiátricas, la obesidad, la diabetes tipo 2, la ateroesclerosis y otras enfermedades crónicas o degenerativas.

## Historia
Se cree que la humanidad existe desde hace unos 2,5 millones de años, pero los cereales se introdujeron en la dieta hace unos 10 000 años, durante la revolución neolítica y el desarrollo de la agricultura. El ser humano pasó de una alimentación basada en la caza y la recolección a una dieta con un alto contenido en cereales.
Este cambio de la alimentación se ha producido a un ritmo muy rápido en un plazo de tiempo muy corto desde el punto de vista evolutivo, con modificaciones mucho más marcadas durante las últimas décadas del siglo XX e inicios del siglo XXI, como consecuencia de la revolución verde y la progresiva difusión de los alimentos procesados y la comida rápida. No obstante, nuestro genoma y fisiología no se han modificado apenas durante los últimos 10 000 años y nada en absoluto en los últimos 40-100 años, dando como resultado una dieta "desadaptativa". Algunos autores opinan que esta hipótesis de la discordancia evolutiva ha proporcionado un marco teórico valioso, pero se trata de una visión incompleta que no refleja la flexibilidad, la variabilidad y la adaptabilidad en el comportamiento alimentario humano y la salud en el pasado y el presente.
A raíz de las dos guerras mundiales se hizo evidente la necesidad de aumentar la producción agrícola, para satisfacer la creciente demanda de alimentos de la población. Las estrategias puestas en práctica para solucionar este problema, durante la denominada revolución verde, fueron un éxito en cuanto a la producción pero no dieron suficiente relevancia a la calidad. Se desarrollaron las variedades de cereales que se cultivan en la actualidad, las cuales tienen un alto contenido en carbohidratos y una baja calidad nutricional, y que además desplazaron a los cultivos de legumbres. Estos cereales de alto rendimiento presentan deficiencias en aminoácidos esenciales y contenidos desequilibrados de ácidos grasos esenciales, vitaminas, minerales y otros factores de calidad nutricional.
La Nutrition Society, fundada en 1941 en Gran Bretaña, se centró en la mejora del cultivo del trigo. Las especies fueron seleccionadas para conseguir variedades resistentes a climas extremos y a las plagas, con alto contenido en gluten, cuyas propiedades viscoelásticas y adhesivas únicas son muy demandadas por la industria alimentaria, pues facilitan la preparación de masas, alimentos elaborados y diversos aditivos. El proyecto fue un éxito en relación con la producción, con tasas actuales que superan los 700 millones de toneladas por año, pero provocó un cambio drástico en la genética del trigo. El trigo moderno (aproximadamente el 95% del trigo cultivado en la actualidad) es una especie híbrida que contiene mayor cantidad de gluten (aproximadamente el 80-90% del total de proteínas), cuya capacidad inmunogénica y citotóxica es probablemente mayor, capaz de atravesar tanto la barrera intestinal como la barrera hematoencefálica y acceder al cerebro.
Se baraja la hipótesis de que esta modificación genética del trigo y el aumento del consumo de gluten, han sido demasiado altos y en un espacio de tiempo excesivamente corto para permitir la adaptación de nuestro sistema inmunitario, con el consiguiente aumento de los trastornos relacionados con el gluten, si bien esta teoría aún no está completamente aclarada.
La evidencia histórica y arqueológica muestra que, previamente a la revolución agrícola, los seres humanos en general no mostraban signos ni síntomas de enfermedades crónicas. Diversos estudios etnológicos y arqueológicos revelan que coincidiendo con la inclusión de los cereales en la dieta, se produjo una serie de consecuencias negativas sobre la salud, entre las que destacan reducciones de la estatura, disminución de la esperanza de vida, aumento de las enfermedades infecciosas, de la mortalidad infantil, las enfermedades neurológicas y psiquiátricas, múltiples deficiencias nutricionales, incluyendo anemia ferropénica, trastornos minerales que afectan tanto a los huesos (raquitismo, osteopenia, osteoporosis) como a los dientes (hipoplasias del esmalte dental, aumento de las caries dentales), y otras deficienicas de minerales y vitaminas. Parte de estos efectos negativos han sido compensados por el progreso de la higiene, el desarrollo de la Medicina y la complementación de las dietas basadas en cereales con otras fuentes de nutrientes, consiguiendo una reducción de la mortalidad infantil y una esperanza media de vida más larga. No obstante, la mayor parte de las consecuencias negativas continúa presente en la actualidad: el cambio de la alimentación basada en la caza y la recolección a las dietas con alto contenido en cereales y el estilo de vida occidental, está asociado a la alta incidencia de la obesidad, la diabetes tipo 2, la ateroesclerosis, las enfermedades psiquiátricas, los trastornos neurológicos y otras enfermedades crónicas o degenerativas.
Durante la Segunda Guerra Mundial, decayó el consumo de trigo y otros cereales como consecuencia de la escasez de suministros. El análisis de las admisiones en hospitales psiquiátricos de cinco países demostró un descenso en los ingresos por esquizofrenia, que se correlacionó con el porcentaje de disminución en el consumo de trigo. Por el contrario, en los Estados Unidos, donde hubo un incremento en el consumo de trigo, las admisiones por esquizofrenia aumentaron, por lo que se formuló la hipótesis de que la esquizofrenia es poco frecuente si el consumo de cereales es raro. Esta hipótesis fue corroborada posteriormente por un estudio antropológico en las Islas del Pacífico Sur, que demostró que la prevalencia de esquizofrenia era baja en países con bajo consumo de trigo y aumentó con la introducción del trigo, la cebada, la cerveza y el arroz en las dietas. Actualmente, se ha demostrado la relación de la esquizofrenia en una parte de pacientes con el consumo de gluten, independientemente de la predisposición genética, es decir, tanto en celíacos como en no celíacos.

## Estructura de las semillas
- Germen o embrión: se localiza en el centro o núcleo de la semilla, a partir del cual se puede desarrollar una nueva planta.
- Endospermo: estructura harinosa o feculenta que envuelve al embrión y que le proporciona los nutrientes necesarios para su desarrollo.
- Testa: capa exterior laminar que recubre al grano y proporciona nutrientes y vitaminas.
- Cáscara ó Pericarpio: capa más exterior de todas y de cierta dureza ya que protege a la semilla. Está formada por fibras vegetales.

## Especies

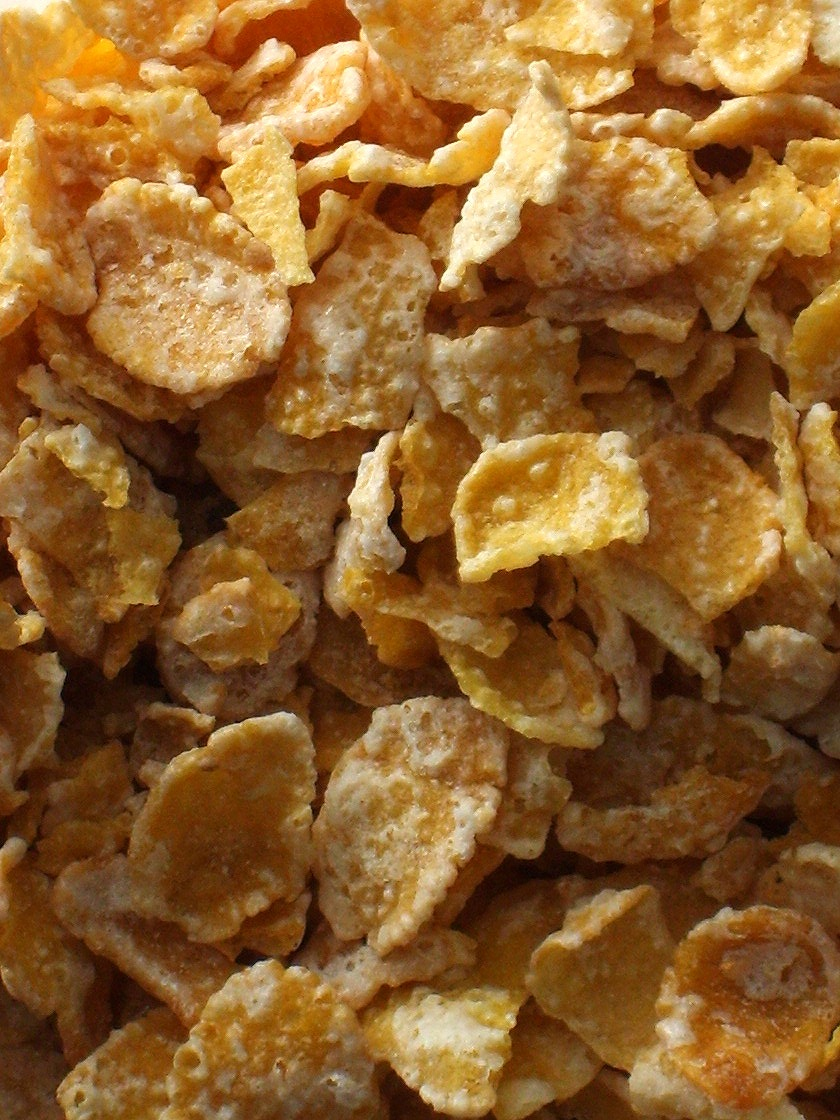
Copos de maíz recubiertos de azúcar.

Las especies que caben dentro de esta categoría agronómica pertenecen en su mayoría a la familia Poaceae (gramíneas), cuyo fruto es inseparable de la semilla; sin embargo también se incluye a veces a plantas con semillas semejantes a granos que son de otras familias, como la quinua, el alforfón, el amaranto, el huauzontle o el girasol. Algunos autores llaman a estas últimas especies "falsos cereales" o "pseudocereales".
Las principales especies son: arroz, maíz, trigo, avena, sorgo, centeno, cebada, mijo.

## Utilización

### En la alimentación humana

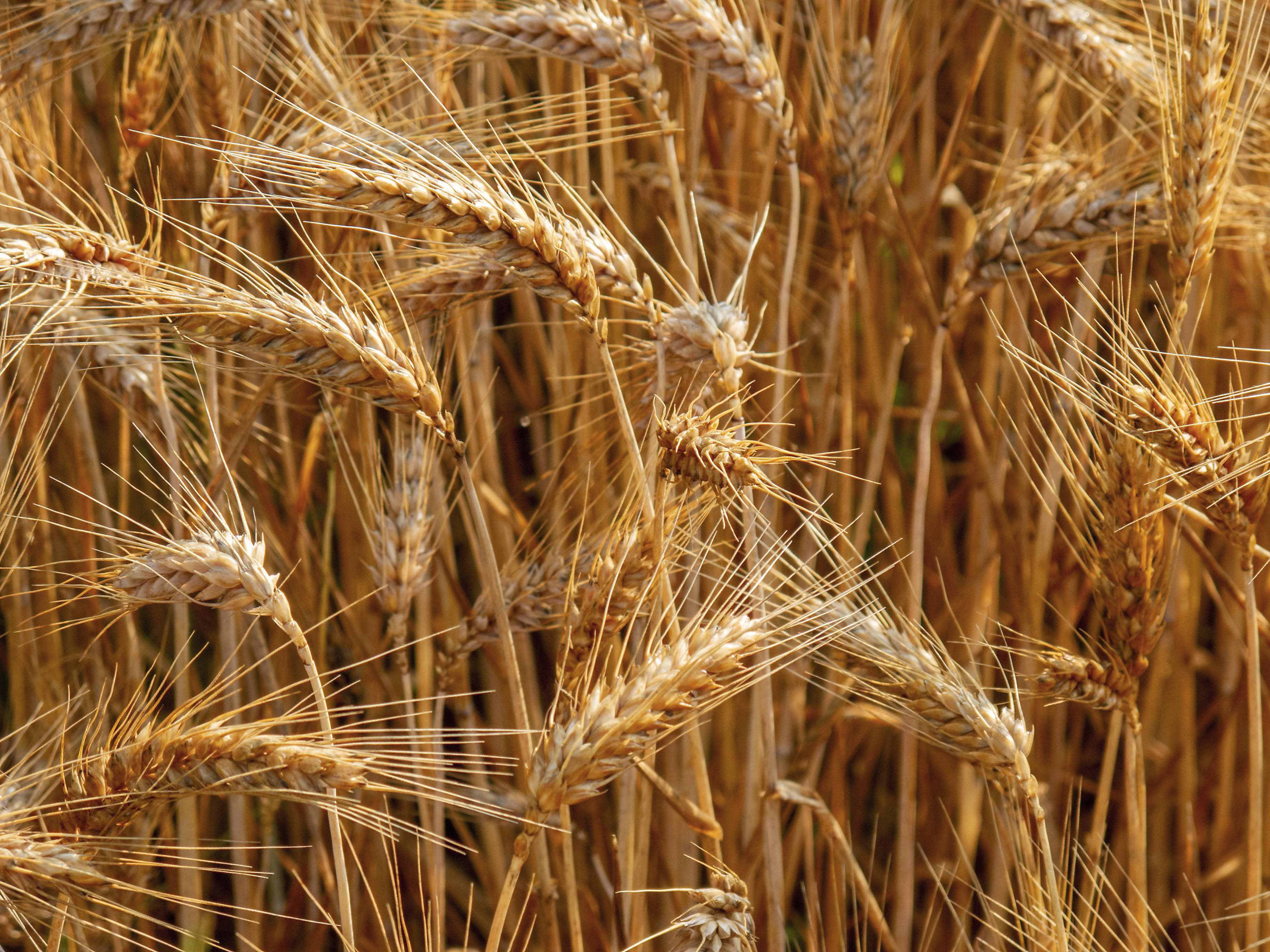
Campo de trigo en Rin de la Carrasca, Isábena

Los cereales más utilizados en la alimentación humana son el trigo, el arroz y luego el maíz. La cebada se utiliza fundalmentalmente en la fabricación de la cerveza para hacer la malta aunque también se puede utilizar en refrescos naturales.
Los cereales con gluten, especialmente el trigo, se emplean principalmente para elaborar panes y pastas. El gluten es muy apreciado por sus cualidades viscoelásticas únicas, que aportan elasticidad a la masa de harina, lo que permite que junto con la fermentación el pan obtenga volumen, así como la consistencia elástica y esponjosa de los panes y masas horneadas. Estas características físicas del gluten facilitan la producción de numerosos alimentos procesados, comida rápida y aditivos alimentarios, cuyo consumo se ha incrementado espectacularmente debido al proceso de industrialización global y a la occidentalización de la dieta. Como aditivo, se emplea para conferir viscosidad, espesor o volumen a una gran cantidad de productos alimenticios, lo que provoca que exista presencia de proteínas tóxicas para una parte de la población en los productos menos sospechosos. Más de la mitad de los alimentos que se comercializan actualmente contiene gluten de trigo, cebada, centeno o avena como espesante o aglutinante, en forma de contaminación cruzada o incluso por adulteración.
Tradicionalmente, los cereales con gluten se denominan "cereales panificables", sin bien también es posible elaborar panes sin gluten con harinas de otros cereales, como el maíz y el arroz, pseudocereales (tales como el amaranto, la quinua, el alforfón o el teff) y cereales menores (como el sorgo o el mijo). Los granos de los pseudocereales son ricos en proteínas de alto valor biológico, muy superior al del trigo. Destaca especialmente la quinua, que provee todos los aminoácidos esenciales, oligoelementos y vitaminas. Se cultiva tradicionalmente en América del Sur y tiene un mercado en crecimiento, especialmente en el ámbito de la agricultura ecológica.
Determinados cereales, como la avena o el arroz, se emplean para elaborar las denominadas "leches vegetales".
- Principales formas de consumo de cereales:
  - en granos: arroz, maíz, trigo (a menudo precocido), escanda, cebada, avena, quinua;
  - harina: trigo, centeno, espelta, para la pastelería (pan, pastas) y tortas, maíz, arroz;
  - sémola: trigo duro (cuscús pasta), maíz (polenta), fonio;
  - gachas: avena (gruau o gachas: alimento inglés tomada en el desayuno);
  - copos: avena; maíz
  - pasta: trigo duro, centeno, espelta, arroz, maíz.
  - "Leches" vegetales.

### Alimentación animal

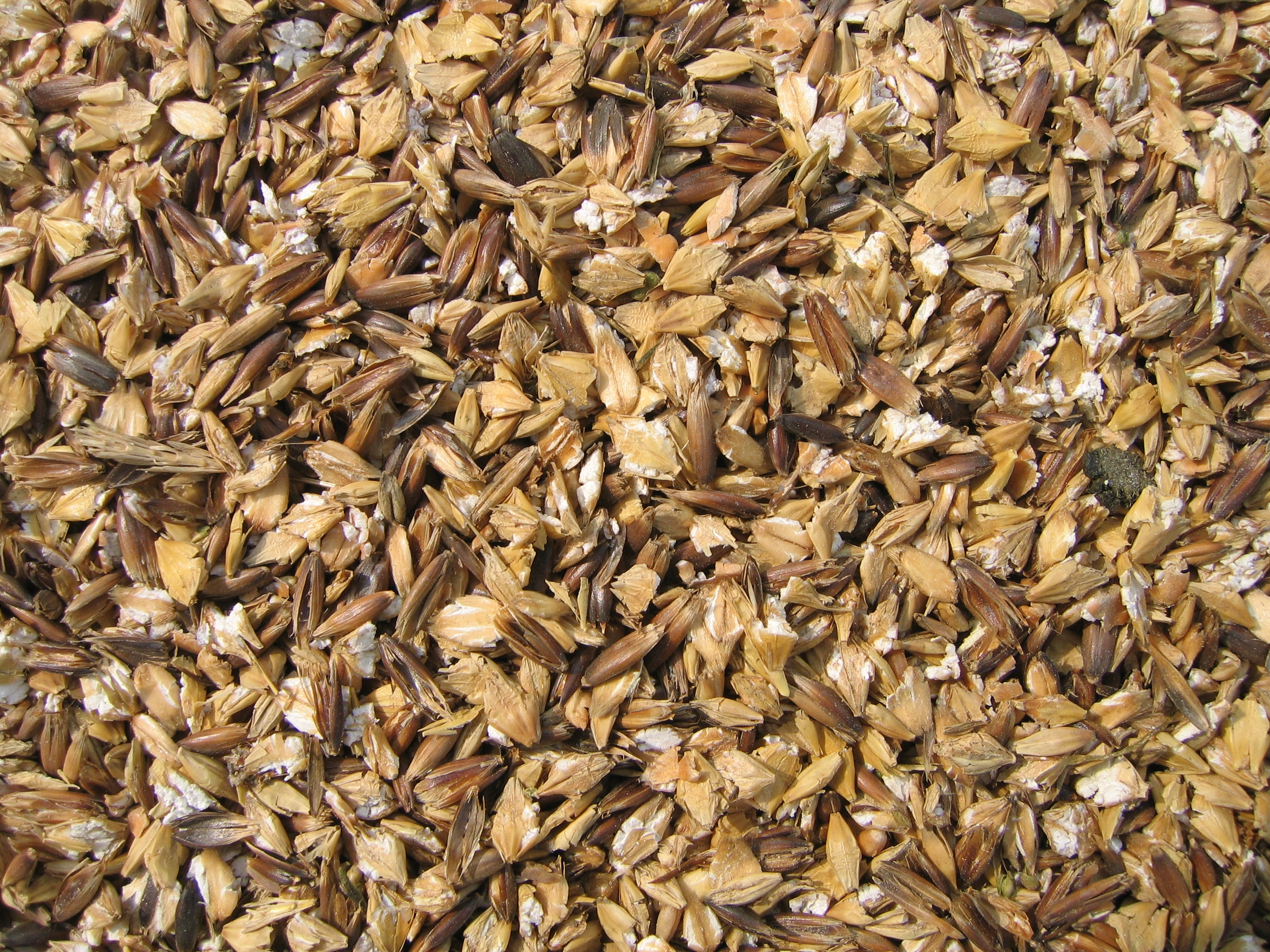
Cereales molturados utilizados como alimento para ganado.

Una gran parte de la producción mundial se destina a la alimentación animal del ganado: en los países desarrollados, el 56 por ciento del consumo de cereales se produce en la alimentación del ganado, el 23 por ciento en los países en desarrollo. A nivel mundial, el 37 por ciento de la producción de cereales se destina a alimentar a los animales de granja.
En alimentación animal se utilizan prácticamente todos los cereales, incluso el trigo, tradicionalmente reservado a los hombres, bajo diversas formas:
- en grano entero;
- en grano triturado e incorporado a los piensos
- plantas enteras, cosechadas antes de su madurez, en forma de ensilado: maíz y sorgo.

Además del grano, algunos cereales también proporcionan forrajes y paja.

### Usos industriales
Algunos de los usos de los cereales en la industria son los siguientes:
- Producción de alcohol etílico y bebidas alcohólicas por fermentación y destilación: aquavit, cerveza, gin, sake, vodka, whisky, etc.
- El gluten es muy demandado en todo el mundo, principalmente por la industria alimentaria pero también de otros tipos, debido a su bajo coste económico y sus propiedades viscoelásticas y adhesivas únicas.[25] Además de estar presente en la gran mayoría de los alimentos procesados que se comercializan actualmente (como espesante o aglutinante, en forma de contaminación cruzada o incluso por adulteración),[27] también se emplea en la fabricación de productos farmacéuticos (incluyendo medicamentos recetados y de venta libre, gargarismos y colutorios, suplementos vitamínicos y minerales, productos a base de plantas medicinales, suplementos dietéticos, vendas adhesivas, esparadrapos y tiras adhesivas sanitarias), todo tipo de productos cosméticos y de cuidado personal (barras de labios, bálsamos y brillos labiales, pasta de dientes, enjuagues bucales, productos para el cuidado de la piel y el cabello, etc.), piensos y alimentos para animales de granja y mascotas, champús para perros y pasta de modelar para niños (como Play-Doh), entre otros.[25][35][36]
- Derivados del almidón, jarabes, dextrosa, dextrina, polioles, principalmente del maíz, y utilizados en la elaboración de alimentos, papel, productos farmacéuticos y en los diferentes sectores industriales.
- La paja, tiene diferentes usos una vez cosechada se utilizada como cama para el ganado, para la elaboración de compost para cultivo de champiñones o setas e incluso para producir energía quemándola. Ha habido intentos de fabricación de pasta de papel pero es más rentable económicamente utilizar determinados tipos de madera como el eucalipto. No es posible la obtención de etanol pues no contiene almidón no pudiendo realizarse una fermentación alcohólica. De donde si es posible obtener etanol biocarburante es del grano. Debido a la probabilidad de incendios forestales no se permite la quema del rastrojo o parte de la caña que queda en el suelo tras cosechar y recoger la paja. Esta práctica permitía la aportación de minerales al suelo, especialmente nitrógeno a través de las cenizas.

## Sistema postcosecha

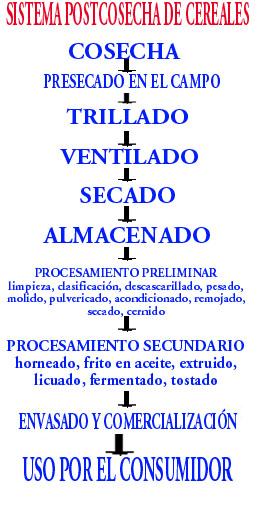
Esquema de las etapas de la poscosecha de los cereales.

Los cereales pasan por diferentes etapas a través de una compleja y gran cadena, que se inicia en la cosecha y termina en el consumo. Este proceso está formado básicamente por tres áreas distintas. La primera cubre desde la cosecha hasta el almacenado del grano. La segunda —los métodos preliminares de procesamiento— involucra un tratamiento adicional del grano, pero los productos todavía no se encontrarán aptos para ser consumidos directamente. Antes de su consumo, éstos deberán pasar por una tercera etapa de procesamiento, como por ejemplo el humeado.
El pilado es el proceso por el cual se quita la cáscara al cereal, ya sea trigo, cebada, arroz, etc. Pulpa dentro de una cáscara.
Una parte significativa de los granos comestibles cosechados en los trópicos se pierde debido a los inadecuados sistemas de manejo, almacenado y técnicas de procesamiento. Se estima que estas pérdidas oscilan entre el 10 y el 25% de la cosecha. Las causas más comunes por las cuales se producen estas pérdidas son:
1. infestación de parásitos e insectos durante el procesamiento postcosecha;
2. pérdida de producción debido a la cosecha temprana;
3. niveles incorrectos de humedad para el trillado, molido y pulverizado;
4. pérdidas físicas debido a las malas técnicas de procesamiento, tanto preliminar como secundario.

El procesamiento de los cereales afecta a la composición química y al valor nutricional (esto quiere decir que su composición nutrimental es cambiada) de los productos preparados con cereales. Los nutrientes están distribuidos de modo heterogéneo en los distintos componentes del grano (germen, endospermo, revestimiento de la semilla y distintas capas que lo recubren). No existe un patrón uniforme para los distintos tipos de cereales. Los efectos más importantes del procesamiento sobre el valor nutricional de los cereales están relacionados con:
- La separación y extracción de partes del grano, dejando sólo una fracción de este para el producto. Cualquier pérdida en el volumen origina una pérdida de nutrientes.
- Las partes del grano que se desechan pueden contener una concentración de ciertos nutrientes (aumentando, entre otros aspectos, la proporción de nutrientes por peso).
- El procesamiento en sí mismo puede traer consigo cambios en los nutrientes (la germinación, la fermentación, el sancochado).
- La separación de las capas exteriores del grano, a pesar de que causa la pérdida de algunos nutrientes, puede resultar provechosa. Por ejemplo, los taninos condensados se concentran en la testa del grano del sorgo, por lo que su eliminación es esencial desde el punto de vista nutricional. Al convertir el arroz integral en arroz blanco se obtiene un producto más fácil de preparar.

## Características nutritivas y efectos sobre la salud
| Análisis nutricional de diferentes cereales (por 100 g) [cita requerida] | Análisis nutricional de diferentes cereales (por 100 g) [cita requerida] | Análisis nutricional de diferentes cereales (por 100 g) [cita requerida] | Análisis nutricional de diferentes cereales (por 100 g) [cita requerida] | Análisis nutricional de diferentes cereales (por 100 g) [cita requerida] | Análisis nutricional de diferentes cereales (por 100 g) [cita requerida] | Análisis nutricional de diferentes cereales (por 100 g) [cita requerida] | Análisis nutricional de diferentes cereales (por 100 g) [cita requerida] | Análisis nutricional de diferentes cereales (por 100 g) [cita requerida] | Análisis nutricional de diferentes cereales (por 100 g) [cita requerida] | Análisis nutricional de diferentes cereales (por 100 g) [cita requerida] | Análisis nutricional de diferentes cereales (por 100 g) [cita requerida] | Análisis nutricional de diferentes cereales (por 100 g) [cita requerida] | Análisis nutricional de diferentes cereales (por 100 g) [cita requerida] | Análisis nutricional de diferentes cereales (por 100 g) [cita requerida] |
| Max Min                                                                  | Energía (kJ)                                                             | Proteínas (g)                                                            | Lípidos (g)                                                              | Glúcidos (g)                                                             | Calcio (mg)                                                              | Hierro (mg)                                                              | Potasio (mg)                                                             | Magnesio (mg)                                                            | Vitaminas                                                                | Vitaminas                                                                | Vitaminas                                                                | Vitaminas                                                                | Vitaminas                                                                | Vitaminas                                                                |
| Max Min                                                                  | Energía (kJ)                                                             | Proteínas (g)                                                            | Lípidos (g)                                                              | Glúcidos (g)                                                             | Calcio (mg)                                                              | Hierro (mg)                                                              | Potasio (mg)                                                             | Magnesio (mg)                                                            | B1 (mg)                                                                  | B2 (mg)                                                                  | B6 (mg)                                                                  | E (mg)                                                                   | Ácido fólico (mg)                                                        | B3 (mg)                                                                  |
| ------------------------------------------------------------------------ | ------------------------------------------------------------------------ | ------------------------------------------------------------------------ | ------------------------------------------------------------------------ | ------------------------------------------------------------------------ | ------------------------------------------------------------------------ | ------------------------------------------------------------------------ | ------------------------------------------------------------------------ | ------------------------------------------------------------------------ | ------------------------------------------------------------------------ | ------------------------------------------------------------------------ | ------------------------------------------------------------------------ | ------------------------------------------------------------------------ | ------------------------------------------------------------------------ | ------------------------------------------------------------------------ |
| Espelta                                                                  | 1340                                                                     | 11,5                                                                     | 2,7                                                                      | 69,0                                                                     | 22                                                                       | 4,2                                                                      | 447                                                                      | 130                                                                      | 0,40                                                                     | 0,15                                                                     | 0,27                                                                     | 1,6                                                                      | 0,03                                                                     | 6,9                                                                      |
| Cebada                                                                   | 1430                                                                     | 11,0                                                                     | 2,1                                                                      | 72,0                                                                     | 38                                                                       | 2,8                                                                      | 444                                                                      | 119                                                                      | 0,43                                                                     | 0,18                                                                     | 0,56                                                                     | 0,67                                                                     | 0,065                                                                    | 4,8                                                                      |
| Avena                                                                    | 1530                                                                     | 12,5                                                                     | 7,1                                                                      | 63,0                                                                     | 79,6                                                                     | 5,8                                                                      | 355                                                                      | 129                                                                      | 0,52                                                                     | 0,17                                                                     | 0,75                                                                     | 0,84                                                                     | 0,033                                                                    | 1,8                                                                      |
| Mijo                                                                     | 1510                                                                     | 10,5                                                                     | 3,9                                                                      | 71,0                                                                     | 25                                                                       | 9,0                                                                      | 215                                                                      | 170                                                                      | 0,46                                                                     | 0,14                                                                     | 0,75                                                                     | 0,1                                                                      | 0,01                                                                     | 4,8                                                                      |
| Maíz                                                                     | 1498                                                                     | 9,0                                                                      | 3,8                                                                      | 71,0                                                                     | 15                                                                       | 1,5                                                                      | 330                                                                      | 120                                                                      | 0,36                                                                     | 0,20                                                                     | 0,40                                                                     | 2,0                                                                      | 0,026                                                                    | 1,5                                                                      |
| Arroz                                                                    | 1492                                                                     | 7,5                                                                      | 2,2                                                                      | 75,5                                                                     | 23                                                                       | 2,6                                                                      | 150                                                                      | 157                                                                      | 0,41                                                                     | 0,09                                                                     | 0,67                                                                     | 0,74                                                                     | 0,016                                                                    | 5,2                                                                      |
| Centeno                                                                  | 1323                                                                     | 8,8                                                                      | 1,7                                                                      | 69,0                                                                     | 64                                                                       | 5,1                                                                      | 530                                                                      | 140                                                                      | 0,35                                                                     | 0,17                                                                     | 0,29                                                                     | 2,0                                                                      | 0,14                                                                     | 1,8                                                                      |
| Trigo                                                                    | 1342                                                                     | 11,5                                                                     | 2,0                                                                      | 70,0                                                                     | 43,7                                                                     | 3,3                                                                      | 502                                                                      | 173                                                                      | 0,48                                                                     | 0,24                                                                     | 0,44                                                                     | 1,35                                                                     | 0,09                                                                     | 5,1                                                                      |

Los cereales por lo general contienen:
- Gran cantidad de hidratos de carbono, alrededor del 58 al 72%, como el almidón;
- Baja cantidad de proteínas, que oscilan entre el 8 al 13%;
- Lípidos en pequeña proporción (2 a 5%), del germen se puede extraer el aceite vegetal de algunos cereales;
- Sales minerales.
- Fibra, 2 a 11%. La cebada, la avena y el sorgo son los que contienen mayor cantidad.
- Algunas vitaminas del grupo B, en pequeña cantidad.
- La semilla está rodeada por una cutícula compuesta principalmente de celulosa, el salvado.

El refinado hace que se pierda la fibra, sales minerales y vitaminas.
Los cereales modernos de alto rendimiento han sido seleccionados dando prioridad a los que producen las semillas más grandes y regordetas. El almidón de estas semillas es del tipo ramificado (amilopectina), en contraposición a las semillas más pequeñas y arrugadas, que contienen almidón resistente.
Los almidones ramificados son fácilmente digeribles y se asimilan a gran velocidad. Esto provoca la liberación rápida de azúcar (alto índice glucémico). El consumo excesivo de alimentos de alto índice glucémico puede provocar el desarrollo de un gran número de enfermedades crónicas, incluyendo la diabetes tipo 2, la presión arterial alta y enfermedades del corazón. El organismo convierte en grasa el exceso de hidratos de carbono, lo que puede derivar en un exceso de peso y obesidad. Los alimentos con altos índices glucémicos generalmente no son recomendados para personas con diabetes (tanto tipo 1 como tipo 2).
Una revisión de los metaanálisis publicados hasta 2017 concluyó que existen algunas evidencias que indican que consumidos sin refinar (cereales integrales) podrían ser beneficiosos en la prevención de la diabetes tipo 2, enfermedades cardiovasculares y ciertos tipos de cáncer digestivo, que incluyen el cáncer colorrectal, el cáncer de páncreas y el cáncer de estómago. En comparación con los cereales refinados, en los que la cáscara, y por tanto la fibra, ha sido eliminada, los cereales integrales contienen fibra insoluble. Esta puede retrasar el tiempo de vaciamiento del estómago y disminuir la tasa de absorción de glucosa, lo que explica su menor índice glucémico.
Un metaanálisis de 2018 concluyó que la relación entre la ingesta de cereales integrales y su efecto sobre el cáncer no está clara, puesto que depende de los subtipos de cáncer, el estilo de vida y factores dietéticos que deben ser investigados en estudios posteriores. Este metaanálisis demostró un descenso en la mortalidad por cáncer colorrectal del 16%, pero no confirmó otros hallazgos de metaanálisis previos y concluyó que la ingesta de cereales integrales no tiene ninguna influencia sobre el riesgo de desarrollar cáncer de páncreas, de próstata, de endometrio ni de mama. Los efectos protectores de los cereales integrales sobre el cáncer colorrectal se explican por su contenido en fibra, fitoestrógenos, vitaminas, antioxidantes y microelementos. Asimismo, la fibra ejerce un efecto beneficioso sobre la microbiota intestinal y el metabolismo, lo que explicaría su influencia beneficiosa sobre el riesgo de desarrollar obesidad, diabetes y enfermedades cardiovasculares.
El contenido de proteínas de los cereales es bajo en comparación con las legumbres y las plantas oleaginosas. Asimismo, son de bajo valor biológico y nutricional  para el hombre por presentar deficiencias en aminoácidos esenciales, principalmente la lisina, aunque el arroz, la avena y la cebada contienen más lisina que el resto de cereales. El maíz tiene también bajo contenido de triptófano. Otros cereales a menudo contienen bajos niveles de treonina.
Hay diez aminoácidos que se consideran esenciales, puesto que los animales no pueden sintetizarlos y deben conseguirlos a través de la alimentación. Si los niveles de al menos uno de estos aminoácidos esenciales es deficiente, los demás son descompuestos y excretados, lo cual limita el crecimiento en los niños y hace que se pierda el nitrógeno de la dieta. Para compensar esta deficiencia, es preciso complementar con proteínas procedentes de otros alimentos, como pueden ser las legumbres. Otras posibilidades para mejorar el valor nutritivo de los cereales incluyen la fortificación con aminoácidos y otros nutrientes, la  germinación y la fermentación.
En contraposición, los pseudocereales y los cereales menores poseen un elevado índice de valor nutricional y biológico, superior al del resto de los cereales tanto por su composición en aminoácidos esenciales, como por su biodisponibilidad o digestibilidad, no contienen gluten y representan una buena fuente de proteínas, fibra dietética, hidratos de carbono, vitaminas, minerales y ácidos grasos poliinsaturados. Destaca especialmente la quinua, que es el único alimento de origen vegetal que provee todos los aminoácidos esenciales, oligoelementos y vitaminas, equiparándose su calidad proteica a la de la leche.

### Gluten

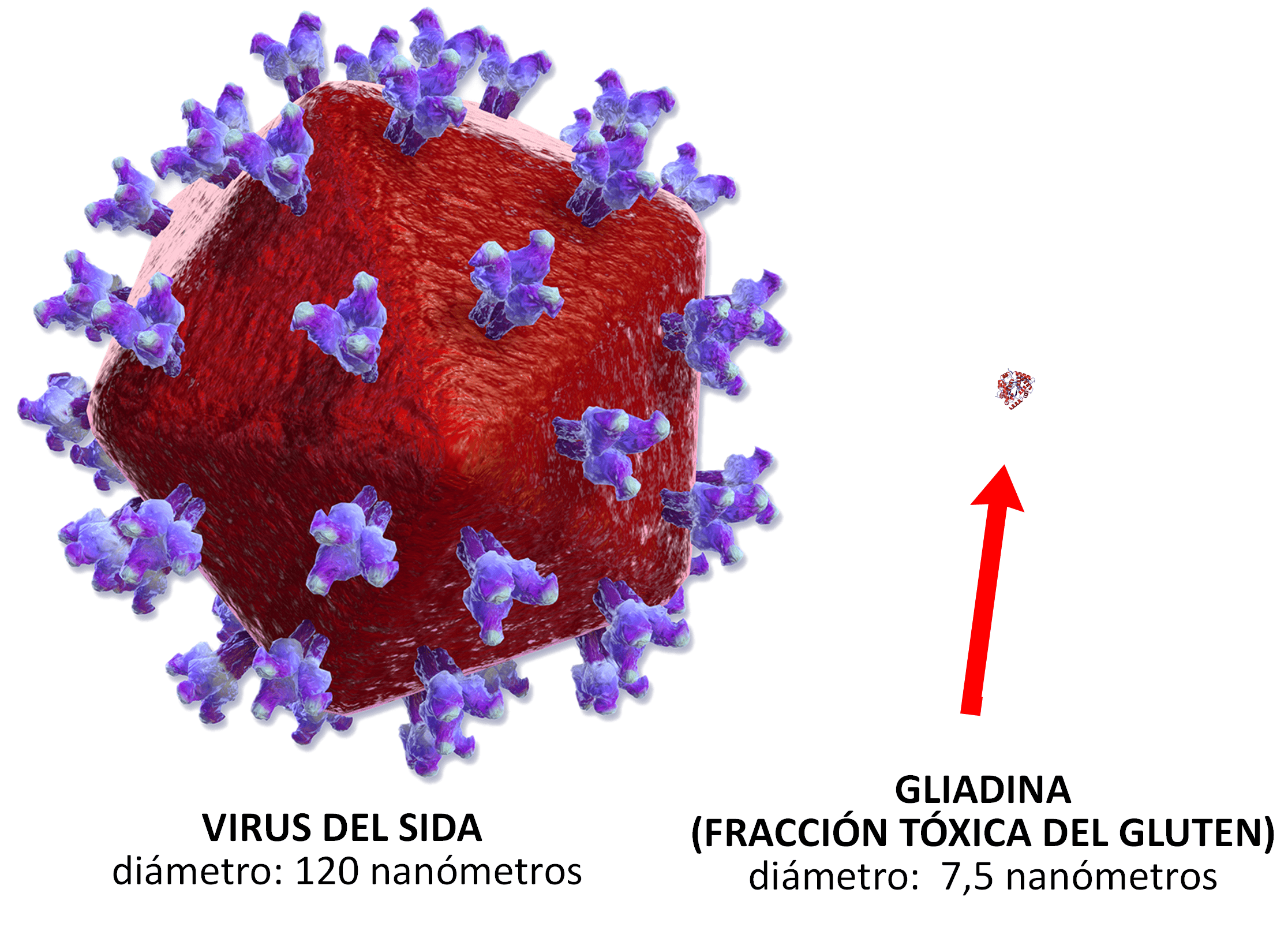
Comparativa de tamaño: virus del SIDA (izda.) versus gluten (dcha.). Los péptidos tóxicos del gluten son capaces de atravesar tanto la barrera intestinal como la barrera hematoencefálica y acceder y dañar a cualquier órgano o tejido corporal.

Algunos cereales contienen un conjunto de proteínas de pequeño tamaño, el gluten, que es apreciado por su capacidad para proporcionar elasticidad a las masas empleadas para la elaboración del pan y otros productos de repostería. El gluten está presente exclusivamente en los cereales de secano, fundamentalmente el trigo, pero también la cebada, el centeno y la avena, o cualquiera de sus variedades e híbridos (tales como la espelta, la escanda, el kamut y el triticale).
Las proteínas de los cereales con gluten son deficientes en aminoácido esenciales como la lisina y el triptófano, por lo que tienen bajo valor biológico y nutricional. El gluten representa el 80-90% del total de las proteínas del trigo. No es indispensable para el ser humano y desde el punto de vista de la nutrición, su exclusión de la alimentación no representa ningún problema, pudiendo ser fácilmente sustituido por otras proteínas animales o vegetales cuando es preciso realizar una dieta libre de gluten.
El consumo de cereales con gluten puede provocar el desarrollo de los denomminados trastornos relacionados con el gluten. Estos incluyen:

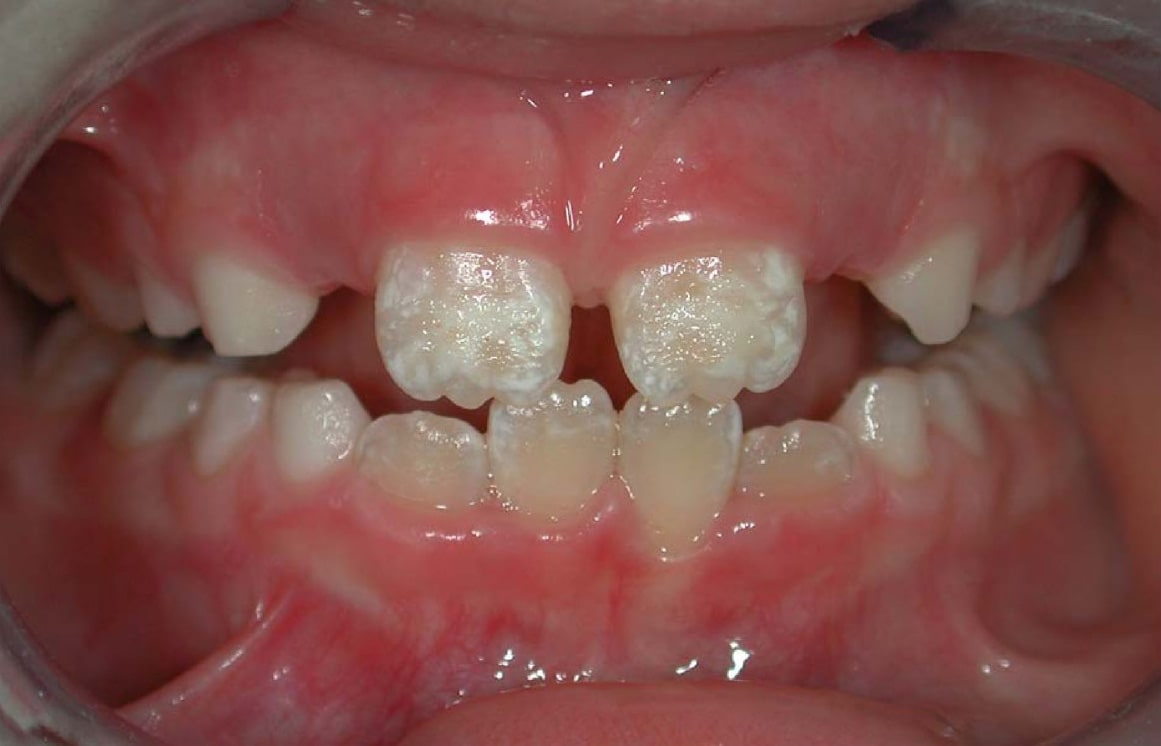
Hipoplasia irreversible del esmalte dental causada por la enfermedad celíaca no tratada, evitable con un diagnóstico temprano. Puede ser el único signo, en ausencia de síntomas digestivos o de otro tipo. Normalmente es confundida con la fluorosis u otras causas.

- Enfermedades de base genética.

- La enfermedad celíaca. Es una enfermedad crónica, multiorgánica autoinmune, que lesiona primeramente el intestino y puede dañar cualquier órgano o tejido corporal, manifestándose con múltiples síntomas diferentes, frecuentemente sin ningún síntoma digestivo. Si bien está producida por una "intolerancia" permanente al gluten, no se trata de una simple intolerancia alimentaria ni mucho menos de una alergia, ni de un trastorno únicamente digestivo como tradicionalmente se consideraba. Sin un tratamiento estricto (la dieta sin gluten) puede provocar complicaciones de salud muy graves, entre las que cabe señalar diversos tipos de cáncer, enfermedades cardiovasculares, trastornos neurológicos y psiquiátricos, otras enfermedades autoinmunes y osteoporosis.
- La dermatitis herpetiforme. Se considera “la enfermedad celíaca de la piel” y se presenta en alrededor del 25% de los celíacos.
- Enfermedades en las que no existe ninguna predisposición genética.

- La sensibilidad al gluten no celíaca. Posiblemente inmuno-mediada, con síntomas indistinguibles de los de la enfermedad celíaca y en la que todas las pruebas para buscar la enfermedad celíaca son negativas pero hay una mejoría al retirar el gluten de manera estricta de la dieta.
- La alergia al trigo.
- La ataxia por gluten. Enfermedad autoinmune que se caracteriza por la muerte irreversible de ciertas neuronas del cerebelo y provoca alteración del equilibrio, torpeza, pérdida de coordinación o temblores en las manos, principalmente.
- Trastornos neurológicos relacionados con el gluten ("neurogluten"). Actualmente, un creciente número de trastornos neurológicos o psiquiátricos se está relacionando en algunos casos con el consumo de gluten, entre los cuales cabe destacar la neuropatía periférica, la epilepsia la esclerosis múltiple, la demencia, el Alzheimer, la encefalopatía, parkinsonismos, la esquizofrenia, el autismo, la hiperactividad, el trastorno obsesivo-compulsivo, el síndrome de Tourette, las alucinaciones, que algunos autores han denominado "psicosis por gluten", el trastorno bipolar, la parálisis cerebral y diversos trastornos neuromusculares que provocan movimientos involuntarios, pérdida de fuerza, atrofia, parálisis o alteraciones sensoriales. Según el neurólogo Marios Hadjivassiliou, pionero a nivel mundial en el estudio de la ataxia por gluten:

"Que la sensibilidad al gluten sea considerada principalmente una enfermedad del intestino delgado es un error histórico (...) puede ser principalmente, y a veces exclusivamente, una enfermedad neurológica".

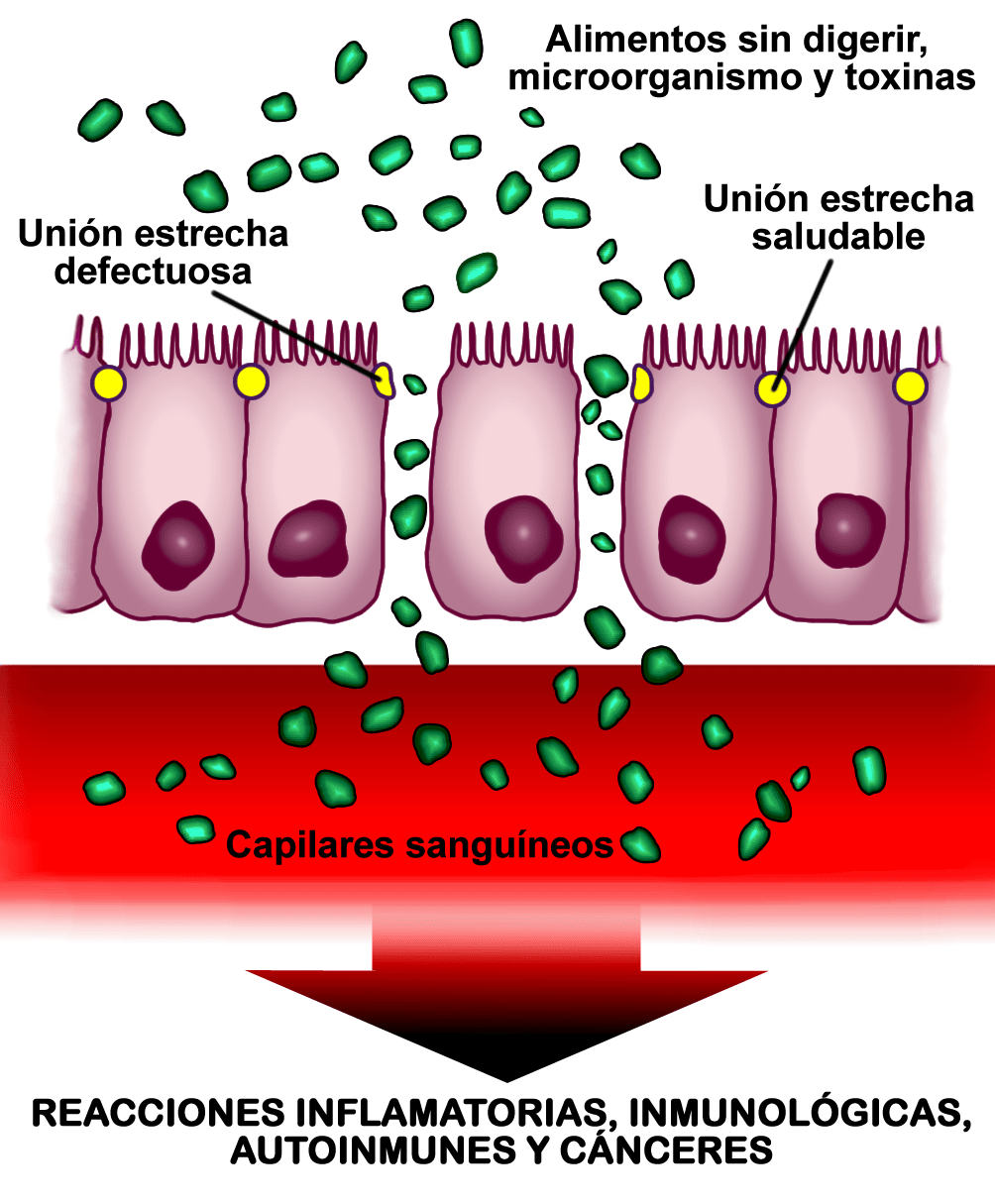
Esquema de la pared del intestino con permeabilidad aumentada. Los dos factores más potentes que la provocan son ciertas bacterias intestinales y el gluten, tanto en celíacos como en no celíacos. Esto permite el paso sin control de sustancias al torrente sanguíneo, con el consiguiente posible desarrollo de enfermedades autoinmunes, inflamatorias, infecciones, alergias o cánceres, tanto intestinales como en otros órganos.

Asimismo, el gluten y ciertas bacterias intestinales son los dos factores más potentes que provocan un aumento de la permeabilidad intestinal, independientemente de la predisposición genética, es decir, tanto en celíacos como en no celíacos. Este aumento de la permeabilidad intestinal provoca que pasen a la sangre sustancias que no deberían pasar (toxinas, químicos, microorganismos y alimentos incompletamente digeridos) y que, dependiendo de la predisposición genética de la persona, puedan desarrollarse diversos trastornos de salud. Actualmente, existen evidencias de que la alteración de la permeabilidad intestinal está implicada en el desarrollo de enfermedades autoinmunes, cánceres, enfermedades del sistema nervioso, enfermedades inflamatorias, infecciones, alergias y asma.
El número de personas afectadas por los trastornos relacionados con el gluten está aumentando de manera constante. No obstante, debido al escaso conocimiento sobre estos trastornos entre los profesionales de la salud, que tiende a perpetuarse, y pese a que se ha incrementado el número de diagnósticos en comparación con años anteriores, en la actualidad prácticamente la totalidad de los casos reales continúa sin reconocer, sin diagnosticar y sin tratar. La mayor parte de los afectados solo presenta síntomas digestivos leves, intermitentes o incluso ausentes, probablemente debido al efecto opioide del gluten, que enmascara el daño intestinal, aunque sí desarrollan otros trastornos asociados que pueden afectar prácticamente a cualquier órgano. Tras un dilatado historial de variadas molestias de salud y un largo peregrinaje por multitud de consultas de diversos especialistas durante años, sin recibir un apoyo médico adecuado, la mayoría de las personas afectadas acaba recurriendo a la dieta sin gluten y al autodiagnóstico, mientras que otras muchas son personas que se han acostumbrado a vivir con un estado de mala salud crónica como si fuera normal.
Las harinas de cereales sin gluten solo son aptas para el consumo de las personas afectadas cuando están libres de contaminación cruzada con gluten (también denominada "trazas"), que puede ocurrir durante los diferentes pasos de la recolección y elaboración, tanto en la cosecha de los granos, el transporte, la molienda, el almacenamiento, el procesamiento, la manipulación o el cocinado.

### "Leches" vegetales
Con ciertos cereales, como el arroz o la avena, se elaboran las denominadas "leches" vegetales, extrayendo el material vegetal en agua, separando el líquido y formulando el producto final, generalmente con adición de ingredientes para permitir su conservación y mejorar su sabor y sus propiedades nutricionales. Aunque se publicitan como saludables y sanas, a fecha de 2018 no se han realizado suficientes investigaciones para comprender las implicaciones nutricionales de su consumo a corto y largo plazo.
Los consumidores interpretan erróneamente que las "leches" vegetales son un sustituto directo de la leche de vaca, pero la mayoría de estas bebidas carecen del equilibrio nutricional de la leche de origen animal, son bajas en proteínas, grasas, calorías y hierro, y algunas tienen contenidos de proteínas y calcio extremadamente bajos. No son un adecuado sustituto de la leche materna, de las fórmulas infantiles ni de la leche de vaca en los primeros dos años de vida. En el caso de niños mayores de dos años que por razones médicas no pueden consumir leche, la recomendación es elegir bebidas fortificadas y que contenga al menos 6 gramos de proteína por cada 250 mililitros.
El empleo de leche de arroz como alternativa a la leche de vaca, debido a la gran diferencia de valor nutricional entre ambas, puede causar desnutrición, especialmente en niños pequeños. Se han documentado varios casos de Kwashiorkor en países occidentales, una forma de malnutrición proteico-energética típica de zonas de hambruna, como consecuencia del uso de leche de arroz como alimento de destete y en niños a dieta vegana basada en arroz.
Con el objetivo de no confundir al consumidor, desde 2013 en los países de la Unión Europea se ha prohibido el uso de la palabra "leche" para referirse a las bebidas de origen vegetal, y solo las leches de origen animal pueden denominarse así. La Administración de Alimentos y Medicamentos de Estados Unidos (FDA) denomina las alternativas lácteas basadas en plantas como "leche de imitación" y "productos lácteos de imitación" y las define como «aquellas comidas que tienen las características físicas, como sabor, cuerpo, textura o apariencia, de la leche o productos lácteos, pero no entran dentro de la definición de "leche" o "productos lácteos" y son nutricionalmente inferiores al producto imitado». En los establecimientos de venta al público, se exige que estén físicamente separados de la leche o los productos lácteos.

### Otros
El consumo de arroz blanco (arroz descascarillado) puede causar una deficiencia en vitamina B1 o tiamina, causante, en ausencia de un suplemento dietético, del beriberi.
El consumo excesivo de maíz, que no ha pasado por el proceso de nixtamalización, puede llevar a una deficiencia de vitamina PP, causa de la pelagra.

## Importancia económica
La cosecha mundial de cereales ascendió a 2,07 miles de millones de toneladas (2010). Esto representa un promedio bruto de 345 kg per cápita al año (6 miles de millones de personas en total), promedio que se situó en 155 kg de cereales para el consumo humano.
| Fuente FAO           | Superficie cultivada | Rendimiento | Producción |
| Año 2003             | (106 ha)             | (q/ha)      | (106 t)    |
| Maíz                 | 141,2                | 45,0        | 635,7      |
| Arroz                | 150,9                | 38,8        | 585,0      |
| Trigo                | 208,1                | 26,8        | 557,3      |
| Cebada               | 55,3                 | 25,2        | 139,4      |
| Sorgo                | 43,9                 | 13,4        | 58,9       |
| Mijo                 | 34,9                 | 8,4         | 29,4       |
| Avena                | 13,0                 | 20,1        | 26,2       |
| Espelta              | 8,3                  | 19,6        | 16,2       |
| Triticale            | 2,9                  | 34,6        | 10,0       |
| Fonio                | 0,4                  | 6,5         | 0,3        |
| Conjunto de cereales | 666,5                | 31,0        | 2 067,9    |

### Producción de cereales en el mundo
| Puesto | País           | Producción (en millones de toneladas) | Puesto | País      | Producción (en millones de toneladas) |
| ------ | -------------- | ------------------------------------- | ------ | --------- | ------------------------------------- |
| 1      | China          | 427,613                               | 9      | Brasil    | 50,363                                |
| 2      | Estados Unidos | 366,516                               | 10     | Alemania  | 45,995                                |
| 3      | Unión Europea  | 285,227                               | 11     | Bangladés | 41,586                                |
| 4      | India          | 239,913                               | 12     | Canadá    | 40,998                                |
| 5      | Rusia          | 76,430                                | 13     | Australia | 39,860                                |
| 6      | Indonesia      | 65,998                                | 14     | Vietnam   | 39,841                                |
| 7      | Francia        | 64,130                                | 15     | Ucrania   | 37,321                                |
| 8      | Argentina      | 55,724                                | 16     | Turquía   | 34,570                                |
|        |                |                                       |        | Mundo     | 2 239,4008                            |

## Posibles efectos del cambio climático sobre los cereales
Los cereales que se cultivan en España han adelantado en las tres últimas décadas etapas de crecimiento que desarrollan en primavera como consecuencia de los efectos del cambio climático, que en la Península se han manifestado con un incremento de la temperatura media y una ligera disminución pero mayor intensidad de las precipitaciones. El avance en sus estados fenológicos más significativo ha sido registrado en el trigo y en la avena, cuyas fases de aparición de la hoja bandera y de floración se han adelantado una media de tres y un día por año respectivamente. Las variaciones fenológicas pueden llegar a tener un gran impacto sobre la producción final de cultivo.